# 北海道録画センター
株式会社北海道録画センター（ほっかいどうろくがセンター）は、テレビ・CM・VPなどの制作・技術協力、インターネットプロバイダー業務を行う、北海道・旭川市の制作プロダクションである。